# Radosław Zawrotniak
Radosław Aleksander Zawrotniak, född den 2 september 1981 i Krakow, Polen, är en polsk fäktare som tog OS-silver i herrarnas lagtävling i värja i samband med de olympiska fäktningstävlingarna 2008 i Peking.